# Jan Michał Sołłohub (1747–1812)
Jan Michał Sołłohub herbu Prawdzic (ur. 24 września 1747, zm. ok. 1812) – hrabia, generał w służbie rosyjskiej, generał adiutant króla Stanisław Augusta i starosta sannicki.

## Życiorys
Był synem Antoniego i księżnej Brygidy z Radziwiłłów, córki wojewody Mikołaja Faustyna. Rodzicami chrzestnymi Sołłohuba byli hetman wielki litewski Michał Kazimierz Radziwiłł i hetmanowa polna lit. Franciszka z Ogińskich Massalska. Już w roku 1752 ks. Fryderyk Idzell zadedykował mu sztukę, wystawioną w kolegium jezuickim w Grodnie. Dzięki koneksjom oraz stanowisku ojca, sześcioletni Jan Michał otrzymał w 1753 roku patent na chorążego regimentu piechoty buławy w. lit., zaś 29 listopada 1758 rangę kapitana w tym oddziale. Od 1759 roku był sekundmajorem artylerii lit. Po śmierci ojca o jego dalsze awanse zabiegała matka. Gdy w styczniu 1768 wrócił na Litwę po odbyciu podróży po Europie, tytułował się pułkownikiem artylerii litewskiej. W następnych latach rozpoczął służbę w armii austriackiej.
W sierpniu 1772 roku, będąc kapitanem w regimencie Andrzeja Poniatowskiego stacjonującego w Liznu, prosił stamtąd Karola Stanisława Radziwiłła o pożyczkę na spłacenie zobowiązań. Pod koniec 1773 był znowu w kraju. W 1774 Stanisław August Poniatowski mianował go swoim gen. adiutantem, a stryj Józef scedował mu star. sannickie. W 1776 ruszył do Mohylowca z zamiarem wykonania przysięgi wierności carowej Katarzynie II z dóbr w zaborze rosyjskim. Po powrocie otrzymał rangę gen. majora w wojsku litewskim. W kwietniu ożenił się z Marianną Katarzyną Sapeżanką, córką hetmana Aleksandra Michała, z tej okazji król nadał mu 3 maja Order św. Stanisława. Małżeństwo zakończyło się rozwodem już w roku następnym.
W 1777 roku ponownie wyjechał do Rosji, szukając protekcji carskiej w interesach swych dóbr zakordowanych. W Petersburgu zyskał przychylność G. Potiomkina i  w. ks. Pawła Romanowa. Dostał tam holsztyński Order św. Anny i dowództwo sławińskiego pułku huzarów ze rangą pułkownika. W służbie rosyjskiej Sołłohub dowodził następnie białoruskim p. huzarów, oraz awansował przed 1783 rokiem do stopienia brygadiera. Jego pozycję na dworze rosyjskim umocniło poślubienie w 1781 roku Natalii Naryszkin, córki carskiego koniuszego Lwa. Nieznane są nadania i posag z tego małżeństwa.
Sołłohub władał 80 tysiącami „dusz” chłopskich w swoich dobrach.
W latach 1785–1786, jako generał major i dowódca woroneskiego pułku lekkokonnego, zyskał Sołłohub ponurą sławę w województwach ukrainnych i na Wołyniu. Mocno dawał się we znaki szlachcie, ściągając kontrybucje z dóbr ziemskich i żądając kwater. Dowolnie udzielał zwolnień niektórym majątkom, co zwiększało obciążenia innych. Rozlokowani na dużej przestrzeni wojskowi Sołłohuba, pod pretekstem poszukiwania zbiegów i dezerterów, na masową skalę porywali chłopów do Rosji. Podzielił swe siły (ok. 1000 ludzi) na kilkuosobowe oddziały, dzięki czemu „straszył i gnębił po kilkuset wioskach”. Według szacunków badającego sprawię woj. ruskiego Szczęsnego Potockiego, regiment sołłohubowski miał uprowadzić do Rosji aż 60 tys. osób. Oddziały sołłohuba miały ciągłe zatargi z żołnierzami polskimi, kończone nieraz zbrojnymi potyczkami, po których Sołłohub groził rosyjską interwencją. Wobec oskarżeń tłumaczył się wykonywaniem rozkazów „swojej monarchini”. Długo broniła go protekcja Potiomkina, lecz interwencje króla i Rzpltej spowodowały odebranie mu komendy.
Podczas wojny rosyjsko-tureckiej w roku 1788 brał udział w oblężeniu i zdobyciu Oczakowa. W 1792 roku wziął dwuletni urlop, a w roku następnym zrezygnował z rosyjskiej służby wojskowej. W czasie sejmu grodzieńskiego 30 wrzenia 1793 dostał od króla Stanisława Augusta Order Orła Białego. W lutym 1798 został wybrany na trzyletnią kadencję marszałka szlachty szlisselburskiej, jednak w miesiącu następnym zrezygnował z tej funkcji, za zgodą cara Pawła I.
Pod koniec lat sześćdziesiątych XVIII wieku miał zapewniać środki na prowadzenie eksperymentów alchemicznych. W 1799 roku wdał się w spór ze swoją drugą żoną, a ostatnie lata życia spędził, osiadłszy w Dreźnie. Po śmierci ojca odziedziczył hrabstwo Ilskie oraz część dóbr hory‑horskich, jednak z bratem Jerzym, z którym pozostawał w stałym konflikcie, nigdy nie przeprowadził formalnego podziału spadku. Pozostałą część majątku horeckiego kupiła wdowa po Sołłohubie od jego bratanicy Józefy oraz jej męża, Stanisława Potockiego.
9 maja 1765 roku jego stryj Józef uzyskał zgodę cesji wójtostwa witebskiego na rzecz Jana, a od 29 stycznia 1774 – również z jego ramienia – przeszło na jego własność starostwo sannickie wraz z wójtostwami w Sannikach, Lipińskim, Krubinie i Staropolu. Z okazji pierwszego małżeństwa otrzymał także w powiecie lidzkim wsie Ogrodniki, Dokudowo Pierwsze, Świechów, Kurów, Jastrzębie, Dobrzyków, Turów i część Hory‑Horek, ale z obowiązaniem wypłacenia 500 000 złp. posagu dla jego bratanicy Józefy oraz corocznego świadczenia 18 000 złp. na jej wychowanie. Sołłohub objął te dobra 16 marca 1781 roku, lecz już 31 marca zastawił je kuzynowi, biskupowi smoleńskiemu Gabrielowi Wodzińskiemu za 224 000 złp., by ostatecznie w 1792 roku sprzedać je cześnikowi pińskiemu Kajetanowi Korzeniowskiemu.